# Залив Королевы Шарлотты (Канада)
Залив Королевы Шарлотты (англ. Queen Charlotte Sound) — залив в северо-восточной части Тихого океана у побережья Британской Колумбии (Канада).

## География

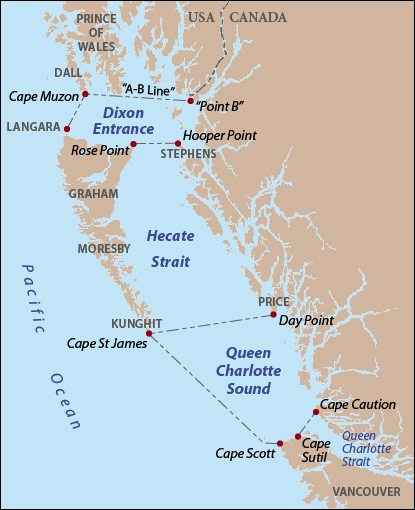

Залив разделяет острова Хайда-Гуаи и остров Ванкувер. На севере соединяется с проливом Хекате, на юге с проливом Королевы Шарлотты. Северная граница залива проходит по линии, проведённой между мысом Сент-Джеймс на острове Кангит (самая южная точка островов Хайда-Гуаи) и самой южной точкой острова Прайс (Дей-Пойнт). Ранее северной границей залива считалась линия между мысом Сент-Джеймс и самой южной точкой острова Аристазабал. Южная граница залива проходит по линии, проведённой между мысом Скотт и мысом Сутил на острове Ванкувер, и по линии между мысом Сутил и мысом Каушен на побережье материковай части Британской Колумбии.
Залив является частью Внутреннего судоходного пути между островами тихоокеанского побережья Северной Америки, позволяющего морским судам пройти от берегов Аляски до берегов штата Вашингтон избегая суровых штормов открытых вод Тихого океана.

## История
5 августа 1786 года капитан Джеймс Стрэндж, руководитель экспедиции в составе двух судов — «Капитан Кук», под командой капитана Генри Лоури, и «Эксперимент», под командой капитана Джона Гиза, назвал пролив в честь королевы Шарлотты, супруги английского короля Георга III. Водное пространство, названное им, сейчас известно как пролив Королевы Шарлотты. Довольно длительное время и пролив и залив носили одно и то же имя (Queen Charlotte Sound), лишь в 1920 году Гидрографическая служба Канады разграничила залив и пролив.
По утверждению капитана Джорджа Ванкувера пролив Королевы Шарлотты получил своё наименование от С.Веджборо из команды судна «Эксперимент», но скорее всего это ошибка.